# Anne Dorthe Tanderup
Anne Dorthe Tanderup (født 24. april 1972 i Aarhus) er en tidligere professionel håndboldspiller, som har spillet for Brabrand, Hypobank og Viborg HK.
Anne Dorthe Tanderup debuterede på kvindelandsholdet i februar 1991 og nåede at spille 88 landskampe for Danmark, inden hun i 1997 indstillede karrieren grundet en knæskade. Igennem den seks år lange karriere nåede hun at score 179 mål for landsholdet, som hun i flere år var kaptajn for. Blandt karrierens højdepunkter var sølv ved VM i 1993, guld ved EM i 1994, guld ved OL i 1996 i Atlanta, guld ved EM i 1996 samt guld ved VM i 1997.
I 2009 medvirkede Anne Dorthe Tanderup i samtalebogen 'Verdens bedste mor' sammen med Anne Mette Rasmussen og Pernille Aalund. Bogen er skrevet af Line Baun Danielsen og udkom på Forlaget Turbulenz.
Tanderup bor i dag i den schweiziske by Lugano sammen med den tidligere cykelrytter Bjarne Riis, med hvem hun fik sit seneste barn i 2010.
Hun er påbegyndt en uddannelse i Danmark som kostvejleder.